# Кулик-сорока чорний
Кулик-сорока чорний (Haematopus bachmani) — вид сивкоподібних птахів родини куликосорокових (Haematopodidae).

## Поширення
Вид поширений вздовж тихоокеанського узбережжя Північної Америки від Каліфорнійського півострова до Алеутських островів.

## Опис
Тіло завдовжки до 44 см, розмах крил до 80 см. Оперення темно-коричневого або чорного забарвлення (північні популяції темніше забарвлені). Дзьоб червоний, завдовжки до 9 см. Ноги рожеві, очне кільце червоне, райдужина яскраво жовта.

## Спосіб життя
Птах живе на морському скелястому узбережжі або піщаних пляжах. Живиться молюсками, крабами та іншими безхребетними. Гніздо — це просте заглиблення на піску або між скелями, вистелене камінцями, часто знаходиться поблизу припливної зони. Кладка складається з 2-3 яєць. Яйця витримують нетривале перебування під водою. Інкубація триває 26 — 28 днів. Пташенята залишають гніздо через день після вилуплення. Через 40 днів молодь покривається пір'ям, але зазвичай залишаються на території батьків до наступного періоду розмноження.